# Freadelpha crux-nigra
Freadelpha crux-nigra là một loài bọ cánh cứng trong họ Cerambycidae.